# Perín-Chym
Perín-Chym je obec na Slovensku v okrese Košice-okolí. Nachází se v bezprostřední blízkosti maďarské státní hranice a skládá se ze tří původně samostatných obcí Perín (maďarsky Perény), Chym (maďarsky Hím) a Vyšný Lánec (maďarsky Felsőlánc). V obci žije přibližně 1 600 obyvatel.

## Polohopis
Obec je situována v jihozápadní části Košické kotliny asi 22 kilometrů jižně od Košic a 300 až 600 metrů od maďarské státní hranice. Jelikož obec vznikla spojením tří kdysi samostatných obcí, netvoří souvislý intravilán.

## Dějiny
První písemná zmínka o spojené obci pochází z roku 1964 (rok spojení), ale historie jejích místních částí, které se vyvíjely až do roku 1964 samostatně je mnohem bohatší.
V roce 1964 došlo ke spojení obcí Perín a Chym, v roce 1991 se k nim připojil i Vyšný Lánec.

### Perín
Na území dnešní městské části se našlo osídlení už z paleolitu, zejména pohřebiště nagyrévské kultury. První písemná zmínka o obci Perín pochází z roku 1220, kdy byla zapsána ve varadínském (dnešní Oradea) rejstříku jako villa Peruen a byla osídlena německými kolonisty. Ve druhé polovině 13. století byla obec již v rukou šlechty a začíná se zde i geneze rodu Perényiovců. Podle soupisu z roku 1427 bylo v obci 72 portů (usedlostí), z čehož se dá usuzovat, že měla minimálně 500 obyvatel, což byl na tu dobu poměrně velký počet. Později se počet usedlostí snižoval - v roce 1553 byl jejich počet už jen 24.
Název části Perín prošel poměrně složitým vývojem. V roce 1220 se vzpomíná jako villa Peruen, později jako de Peruen nebo villa Perwen. V 14. století se objevují názvy Puruin, Purin, Perwen nebo Purwen, ale později se název ustaluje na formě Perenne. V 18. století se uvádí název Perenne, ale i slovenský ekvivalent Perina, který se používal i v prvních letech existence První republiky. Od roku 1927 se oficiální název změnil na Perín, přičemž se používal i maďarský ekvivalent Perenne, který byl oficiálním název obce během okupace horthyovským Maďarskem v letech 1938 až 1945.

### Chym
Místní část Chym se nachází na místě starého slovanského hradiště, což potvrzují archeologické nálezy keramiky datované přibližně do 10. až 12. století. První písemná zmínka pochází z roku 1294, kdy byl držitelem vesnice Chym muž zvaný Tomáš, syn Beňadika z Chymu (de Heym). Další listiny ze 14. století vzpomínají chymského kněze Mikuláše, ale i majetkové spory mezi dvěma vlastníky, které řešil až Jasovský konvent v roce 1341. V tomto období se obec uváděla pod názvy Heym, Hem nebo Heem.
Podle soupisu z roku 1427 bylo v Chym 10 portů (usedlostí), což dává předpoklady k počtu obyvatel kolem 70. V roce 1553 se zmiňují již jen 4 usedlosti, které patřily jistému Františkovi z Perína a název Hym. Ve druhé polovině 16. století byl Chym již převážně maďarský, zeměpisné lexikony z let 1773 a 1786 ho také uvádějí jako maďarskou vesnici pod názvem Him, přičemž se objevuje i slovenský ekvivalent Hima či Hyma. Obec se úředně nazývala Him až do roku 1948, kdy byla přejmenována na Chym.

### Vyšný Lánec
Počátky části Vyšný Lánec jsou spojeny se sousední obcí Nižný Lánec, která je samostatná. Archeologické nálezy středověké keramiky z okolí potvrzují původní slovanské osídlení. Obě obce se vyvíjely souběžně a mají i společnou první písemnou zmínku z roku 1267, v níž se zmiňuje pouze jedena obec Lánc. Později nastaly majetkové spory mezi vlastníky obce a Lánec byl pravděpodobně rozdělen na Vyšný a Nižný, od kterého se později oddělil i Stredný Lánec. Tato část se však brzy vylidnila a postupně zanikla.
Soupis z roku 1427 udává počet pěti usedlostí ve Vyšném Lánci, takže zde žilo minimálně 35 obyvatel. Místní názvosloví podle historiků dokazuje původně slovanské obyvatelstvo, ale později, zřejmě po nájezdech Turků a Rákocziho povstání, došlo ke kolonizaci obce převážně maďarským obyvatelstvem. To mělo za následek i pomaďarštění místních toponym, např. potok Kanatopta dostal postupem času maďarský název Kanyapta. Slovo Kanatopta v staroslověnštině znamenalo místo, kde se topili koně, což souviselo s bažinatou zemí a bahnem, podle kterého dostal potok jméno.
Název této části obce se v průběhu historie příliš neměnil, historici zaznamenali jen drobné odchylky – Fels-Közép-Lancz, Wissny Stredny Lancz v roce 1773, Felschő-Lanz v roce 1786 a od roku 1808 už jen maďarské názvy Felső-Lancz, resp. Felsőlánc. Po první světové válce připadla obec na základě Trianonské mírové smlouvy Československu. V meziválečném období nesla název Vyšný Lánc, ale používal se i maďarský ekvivalent Felsőlánc. V listopadu 1938 po Vídeňské arbitráži připadla obec Maďarsku, ale po druhé světové válce byla znovu přičleněna k ČSR. V roce 1948 došlo ke změně názvu doplněním hlásky e na Vyšný Lánec.
Vyšný Lánec byl samostatný až do roku 1991, kdy se připojil ke obci Perín-Chym.

## Obyvatelstvo
Podle sčítání obyvatel z roku 2001 žilo v obci Perín-Chym 1506 obyvatel, z toho bylo 983 slovenské, 514 maďarské, 3 české, 22 romské a 4 jiné národnosti.